# Bagrat Anchabadzé
Bagrat Anchabadzé, Bagrat Achba ou Bagrat II d'Abkhazie (mort vers 930) est un prince abkhaze du Xe siècle.
Bagrat est le fils cadet du roi Constantin III d'Abkhazie et de son épouse inconnue. Il descend des grands-ducs impériaux Léon Ier et Léon II, qui ont gouverné l'Abkhazie pour le compte de Byzance dans la seconde moitié du VIIIe siècle. 
En 923, son père Constantin meurt et son fils aîné Georges est acclamé roi. Toutefois, Bagrat, le frère cadet de Georges, prétend à la couronne et un parti de nobles le reconnaît à son tour comme roi d'Abkhazie, sous le nom de Bagrat II d'Abkhazie. Une guerre civile éclate dès lors et Bagrat reçoit le soutien de son beau-père, le comte Gourgen II d'Artani.
Le conflit dure pendant près de sept ans et ne s'achève qu'avec la mort soudaine de Bagrat, en 930. De son épouse, la fille unique de Gourgen II d'Artani, il ne laisse aucun enfant. Son frère règne jusqu'en 957.